# Lijst van weg- en veldkapellen in Oosterhout
Dit is een onvolledige lijst van veldkapellen in de gemeente Oosterhout. Kapelletjes komen vooral in het zuiden van Nederland voor en werden dikwijls gebouwd ter verering van een heilige.
| Kapel                                      | Adres                                               | Plaats     | Bouwperiode | Architect          | Foto |
| ------------------------------------------ | --------------------------------------------------- | ---------- | ----------- | ------------------ | ---- |
| Mariakapel                                 | Wethouder van Dijklaan                              | Dorst      | 1945        |                    |      |
| Kerkhofkapel                               | Begraafplaats (Onze-Lieve-Vrouwe Abdij), Zandheuvel | Oosterhout |             |                    |      |
| Onze-Lieve-Vrouw ter Elzenkapel (Boskapel) | Katjeskelder                                        | Oosterhout | 1959        |                    |      |
| Onze-Lieve-Vrouwe der Overwinningkapel     | Ridderstraat-Slotlaan                               | Oosterhout | 1945        |                    |      |
| Mariakapel (Begraafplaats de Leisenakkers) | Helleke-Pieter Koolenstraat                         | Oosterhout | 1945        | J. van den Elshout |      |